# Shohei Tochimoto
Shohei Tochimoto –en japonés, 栃本翔平, Tochimoto Shōhei– (Sapporo, 21 de diciembre de 1989) es un deportista japonés que compitió en salto en esquí.
Ganó dos medallas de bronce en el Campeonato Mundial de Esquí Nórdico, en los años 2007 y 2009. Participó en los Juegos Olímpicos de Vancouver 2010, ocupando el quinto lugar en la prueba de trampolín grande por equipos.

## Palmarés internacional
| Campeonato Mundial | Campeonato Mundial        | Campeonato Mundial | Campeonato Mundial |
| Año                | Lugar                     | Medalla            | Prueba             |
| ------------------ | ------------------------- | ------------------ | ------------------ |
| 2007               | Sapporo (Japón)           | Medalla de bronce  | TG por equipos     |
| 2009               | Liberec (República Checa) | Medalla de bronce  | TG por equipos     |